# Bill Keller
Bill Keller, né le 18 janvier 1949, est un journaliste américain. Il a été le rédacteur en chef du quotidien américain The New York Times de 2003 à 2011.